# Ole Devegge
Ole Devegge (20. oktober 1772 i Christiania – 16. januar 1847 i København) var en norsk-dansk numismatiker.
Han var søn af sorenskriver i Aker, Asker og Bærum ved Christiania Sivert Devegge og Karen Sophie f. Riis, deponerede fra Christiania 1789, tog Anden Eksamen 1790 med udmærkelse, blev 1803 underbibliotekar og 1836 bibliotekar ved det Classenske Bibliotek i København. I året 1832 blev han sammen med C.J. Thomsen inspektør ved Det Kgl. Mønt- og Medaillekabinet på Rosenborg, for hvilket Brøndsted var bleven direktør efter Ramus' død samme år.
Medens denne samling tidligere havde været så godt som utilgængelig, ikke alene for publikum, men også for numismatikere, blev den nu gjort offentlig tilgængelig for alle, lokalet udvidet og embedsmændenes antal forøget med de to nævnte inspektører. Devegge, der 1839 var blevet kancelliråd, døde ugift i København 1847. Werlauff omtaler hans mange kundskaber i litteraturhistorie, kunsthistorie og numismatik, hans tjenstvillighed og meddelsomhed, men hans kundskaber gik for en del i graven med ham, i det han hørte til den ikke ualmindelige klasse af fagkyndige, som intet positivt bidrag yde til videnskabens fremme; han har kun udgivet og medvirket ved udgivelsen af nogle møntkataloger.
Devegge var selv en ivrig møntsamler og testamenterede til Møntkabinettet i København af sin private betydelige møntsamling alt, hvad kabinettet manglede, og derefter til møntsamlingen i Thorvaldsens Museum de i denne manglende antikke mønter. Møntkabinettet udtog i henhold til hans testamentariske bestemmelse omkring 6800 stykker, deriblandt noget over 1000 medaljer, Thorvaldsens Museum noget over 800 antikke mønter. Til sit fødelands universitets samling ville han derimod, trods Werlauffs opfordringer, intet testamentere, idet han var antinorsk, kun havde begrænset kontakt med sine landsmænd og kun liden agtelse for deres videnskabelige bestræbelser. Det var hans ønske, at der skulle forfattes og udgives en fuldstændig fortegnelse over hele hans samling, men skønt Werlauff siger, at hans samlinger og collectanea var i den ypperligste orden, skete udgivelsen med en sådan langsomhed, at katalogen først var helt færdig i 1867, over 20 år efter hans død, og som følge heraf blev hans bo først sluttet 25 år efter hans død, i slutningen af 1871.